# Saint-Bauzély
Saint-Bauzély is een gemeente in het Franse departement Gard (regio Occitanie) en telt 441 inwoners (2005). De plaats maakt deel uit van het arrondissement Nîmes.

## Geografie
De oppervlakte van Saint-Bauzély bedraagt 5,0 km², de bevolkingsdichtheid is 88,2 inwoners per km².

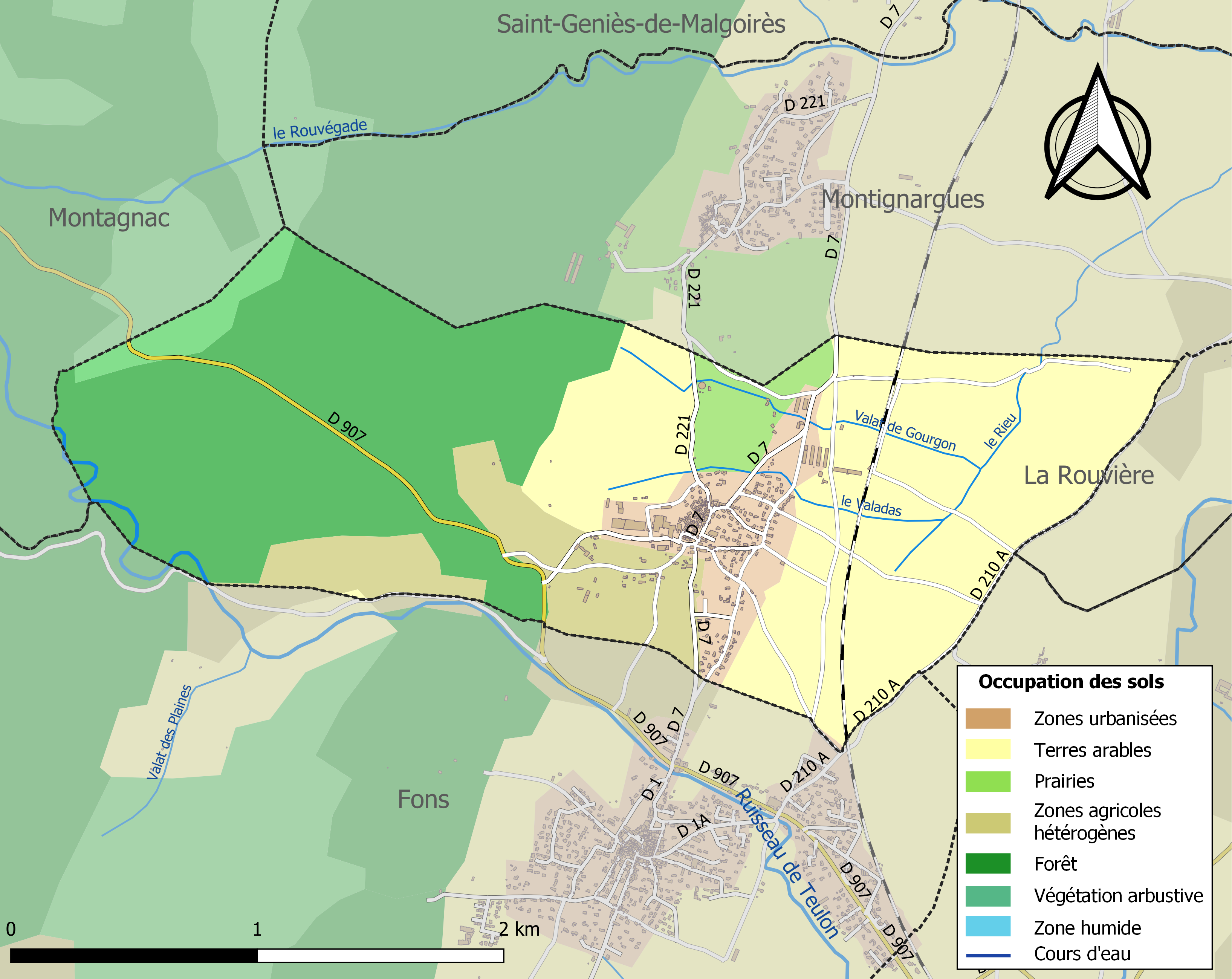
Kaart van de gemeente met de belangrijkste infrastructuur, bodemgebruik en omliggende gemeenten

## Demografie
Onderstaande figuur toont het verloop van het inwonertal (bron: INSEE-tellingen).